# تل السمر
تل السمر وهي قرية تتبع مدينة اللطيفية وتقع في محافظة بغداد وسط العراق.